# Lại Cao Nguyện
Học giả Lại Cao Nguyện (22 tháng 2 năm 1929 – 21 tháng 1 năm 2022), bút danh là Vĩnh Nguyên, là một trong "tứ trụ" thư pháp Việt Nam hiện đại gồm Thanh Hoằng Khê - Lê Xuân Hòa, Lỗ Công - Nguyễn Văn Bách, Vĩnh Nguyên - Lại Cao Nguyện, Nam Ba Cầm Văn - Cung Khắc Lược.

### Xuất thân
Học giả, Nhà thư pháp Vĩnh Nguyên - Lại Cao Nguyện sinh năm 1929 tại thôn Lãm Khê xã An Bình (nay là xã Đông Kinh) huyện Đông Quan (nay là huyện Đông Hưng) tỉnh Thái Bình. Sinh ra trong một gia đình có truyền thống hiếu học, ông được học chữ Nho từ sớm. Vốn có năng khiếu nên ông dễ dàng tiếp thu sự chỉ dạy của bậc cha chú.
Thời điểm chữ Hán bắt đầu không còn được coi trọng, các khoa thi cử Nho học dần bị thay thế bởi Tân học tiếng Pháp, Lại Cao Nguyện vẫn dành nhiều thời gian để tự học, tìm tòi, nghiên cứu các cuốn sách Hán cổ, các tác phẩm thơ văn Việt Nam viết bằng chữ Hán Nôm. Bởi vì ông cho rằng đây là chiếc "chìa khóa" để hiểu biết sâu sắc tinh hoa văn học nước nhà của các bậc hiền nhân như Bà Huyện Thanh Quan, Nguyễn Du, Nguyễn Trãi,...

### Giáo dục
Ông là bậc túc nho, học chữ Hán từ năm lên 6 tuổi, tham gia kháng chiến, sau 3 năm tu nghiệp chuyên ngành ngôn ngữ học tại Trung Quốc.
Năm 1953, ông được cử đi tu nghiệp tại Nam Ninh, Trung Quốc, học khoa Sư phạm Trung văn rồi sau đó trở về làm giảng viên khoa Sử - Trường Đại học Tổng hợp Hà Nội. Năm 1957, ông là giảng viên tiếng Trung Quốc tại Khoa Ngoại ngữ trường Đại học Sư phạm Hà Nội. Sau này, trên cương vị Trưởng khoa tiếng Trung - Trường Đại học Ngoại ngữ (Đại học Quốc gia Hà Nội), ông đã tham gia nghiên cứu, biên soạn nhiều cuốn sách, giáo trình, từ điển Việt – Trung, sổ tay Hán Nôm.

### Sự nghiệp
Năm 1956, ông về làm việc tại Khoa Sử - Trường Đại học Tổng hợp Hà Nội do GS Ngụy Như Kontum làm hiệu trưởng.

Khi đó, GS Trần Đức Thảo - Chủ nhiệm Khoa Sử và GS Đào Duy Anh chủ nhiệm bộ môn Cổ sử Việt Nam. Qua nhiều năm công tác, thầy Nguyện lần lượt về làm việc tại Trường Đại học Sư phạm Hà Nội, sau đó là Trưởng khoa tiếng Trung - Trường Đại học Ngoại Ngữ (Đại học Quốc gia Hà Nội) cho đến khi nghỉ hưu.
Từ khi nghỉ hưu (1995), ông vẫn tiếp tục giảng dạy Văn tự tiếng Hán và thư pháp Hán Nôm cho các trường Đại học Sư phạm Ngoại ngữ, Đại học Ngoại thương, Đại học Phương Đông, Đại học Đông Đô cùng các lớp thư pháp ở chùa Tảo Sách, ở Trung tâm Giáo dục Thường xuyên Nguyễn Văn Tố,... giúp đỡ các thế hệ sinh viên yêu mến tìm hiểu về nghệ thuật viết chữ Hán Nôm.
Ông là người đã sáng lập ra Câu lạc bộ Thư họa Thăng Long - tổ chức đầu tiên về nghệ thuật thư pháp tại nước ta, sau này là Câu lạc bộ UNESCO Thư pháp Việt Nam thuộc Liên hiệp hội UNESCO Việt Nam, thúc đẩy nhiều hoạt động nhằm nhân rộng phong trào dạy và học Thư pháp, đào tạo nên nhiều thế hệ học trò cho sự phát triển thư pháp nước nhà.

### Đánh giá
Ông Lại Cao Nguyện được đánh giá là một thư pháp gia có phong thái trầm ngâm, học thức uyên bác, am hiểu sâu rộng về chữ Hán Nôm. 
Ông từng chia sẻ: "Nghệ thuật thư pháp viết bằng chữ Hán Nôm đòi hỏi người viết phải rất tinh tế, có cái tâm, cái tầm. Có nét chữ nhẹ nhàng như gió thoảng, hiền từ mà thoát tục. Có nét mạnh mẽ, kiên cường như để trấn tà, xóa tan ngay cái ác, cái dữ khi chưa kịp khởi sinh trong tâm... Không chỉ là thú vui tao nhã thường thấy, bộ môn nghệ thuật này còn là nơi để các Thư pháp gia chuyển tải những triết lý phương Đông, gửi gắm nỗi niềm, tâm tình, nhân sinh quan sâu sắc".
Với thầy Nguyện, việc cho chữ đầu năm là nét đẹp văn hóa truyền thống lâu đời của người Việt. Mỗi chữ được họa trên giấy tựa như những "hạt ngọc" gửi gắm tâm tư, nỗi niềm của người viết.
Là chủ biên, dịch giả của nhiều đầu sách tham khảo như: Cuốn từ điển Hán – Việt, sổ tay từ Hán – Việt, Sơ yếu Lịch sử Văn hóa Nguyên thủy... thầy Lại Cao Nguyện vẫn hằng ngày miệt mài nghiên cứu, nhiều năm giúp đỡ các thế hệ sinh viên yêu mến tìm hiểu về nghệ thuật viết chữ Hán Nôm. Thầy cũng phối hợp cùng với những chuyên gia gia đầu ngành, cán bộ hoạt động trong Viện Hán Nôm, khoa Ngôn Ngữ học tại các trường Đại học, Cao đẳng trên cả nước để cố vấn, tổ chức nhiều cuộc hội thảo, triển lãm, đối thoại trưng bày chữ Hán Nôm, thu hút nhiều bạn trẻ đến tham quan.
Có thể nói, thư pháp Hán Nôm là duyên nợ là động lực để Vĩnh Nguyên - Lại Cao Nguyện miệt mài rèn luyện, đạt đến trình độ "bút pháp đã tinh", không ngừng sáng tạo và dâng cho đời bức thư hoạ tuyệt đẹp.